# Marmota camtschatica
Marmota camtschatica là một loài động vật có vú trong họ Sóc, bộ Gặm nhấm. Loài này được Pallas mô tả năm 1811.

## Hình ảnh

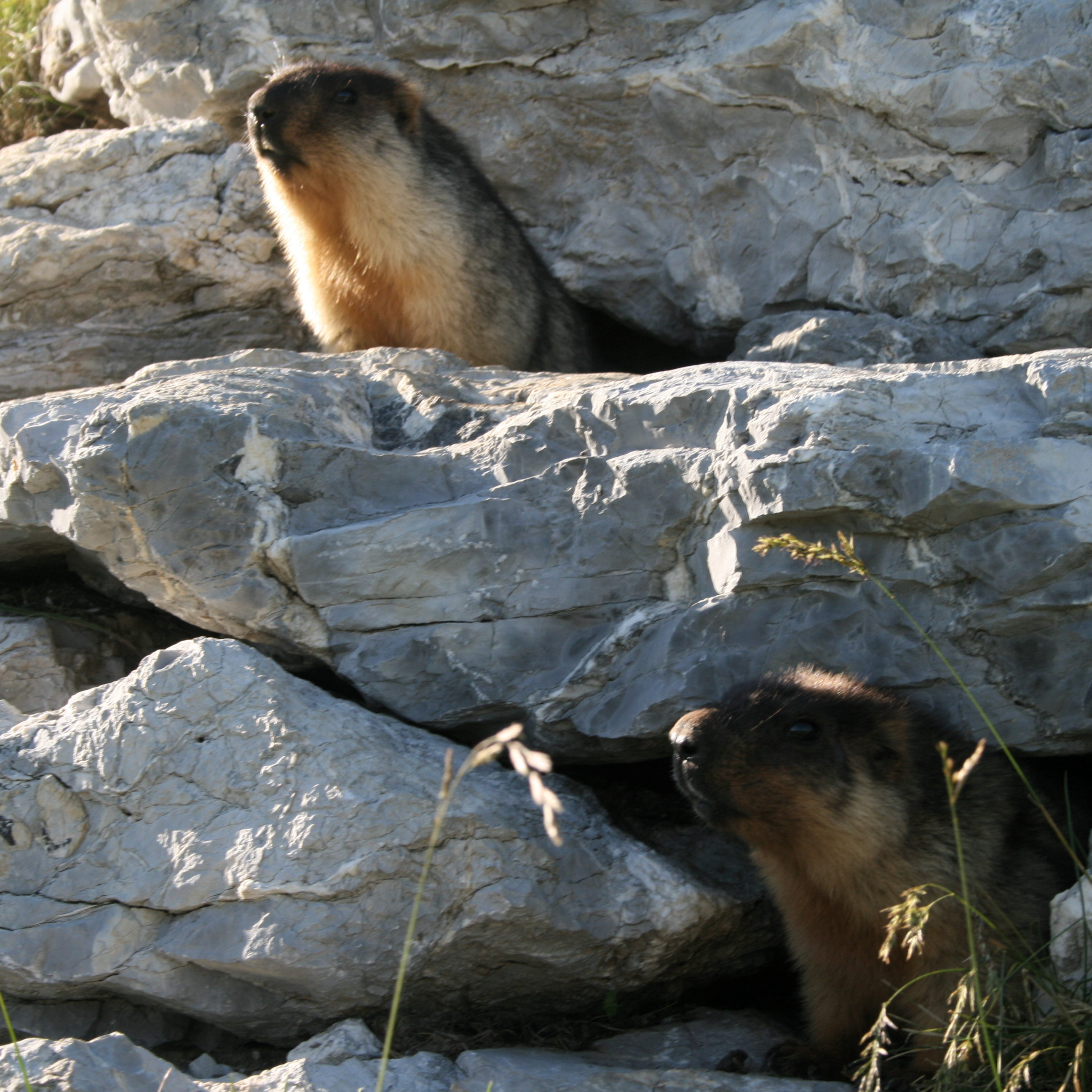
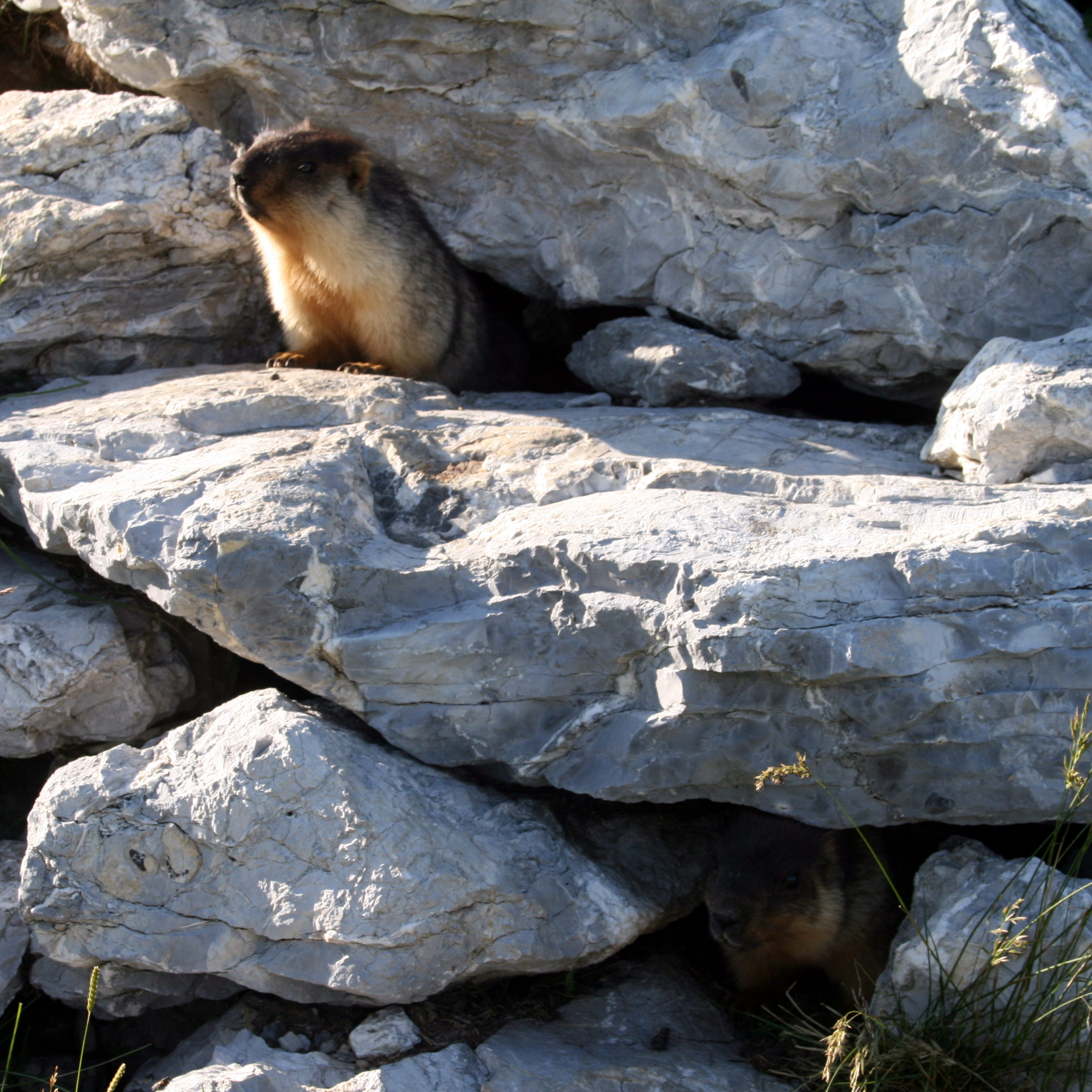
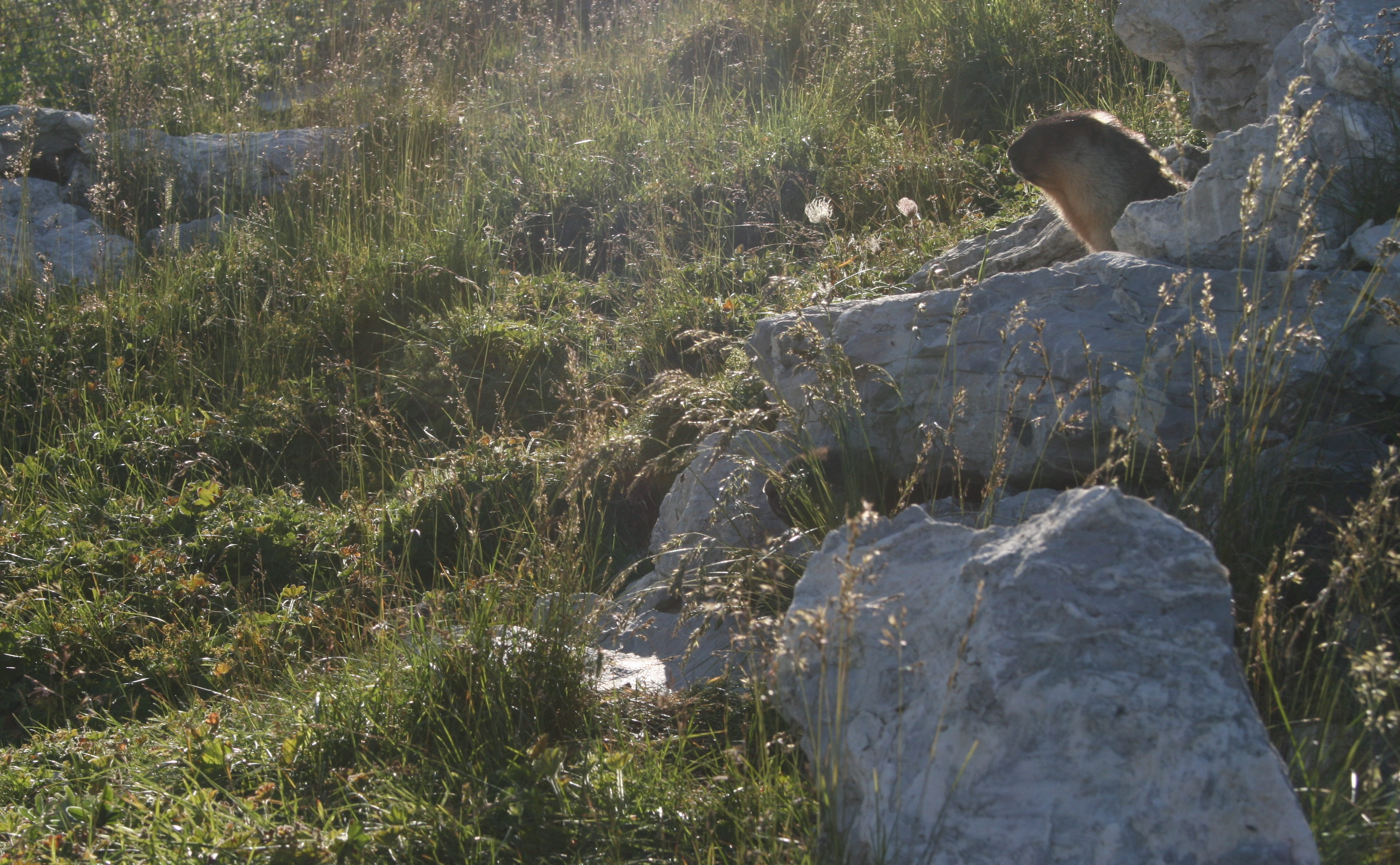
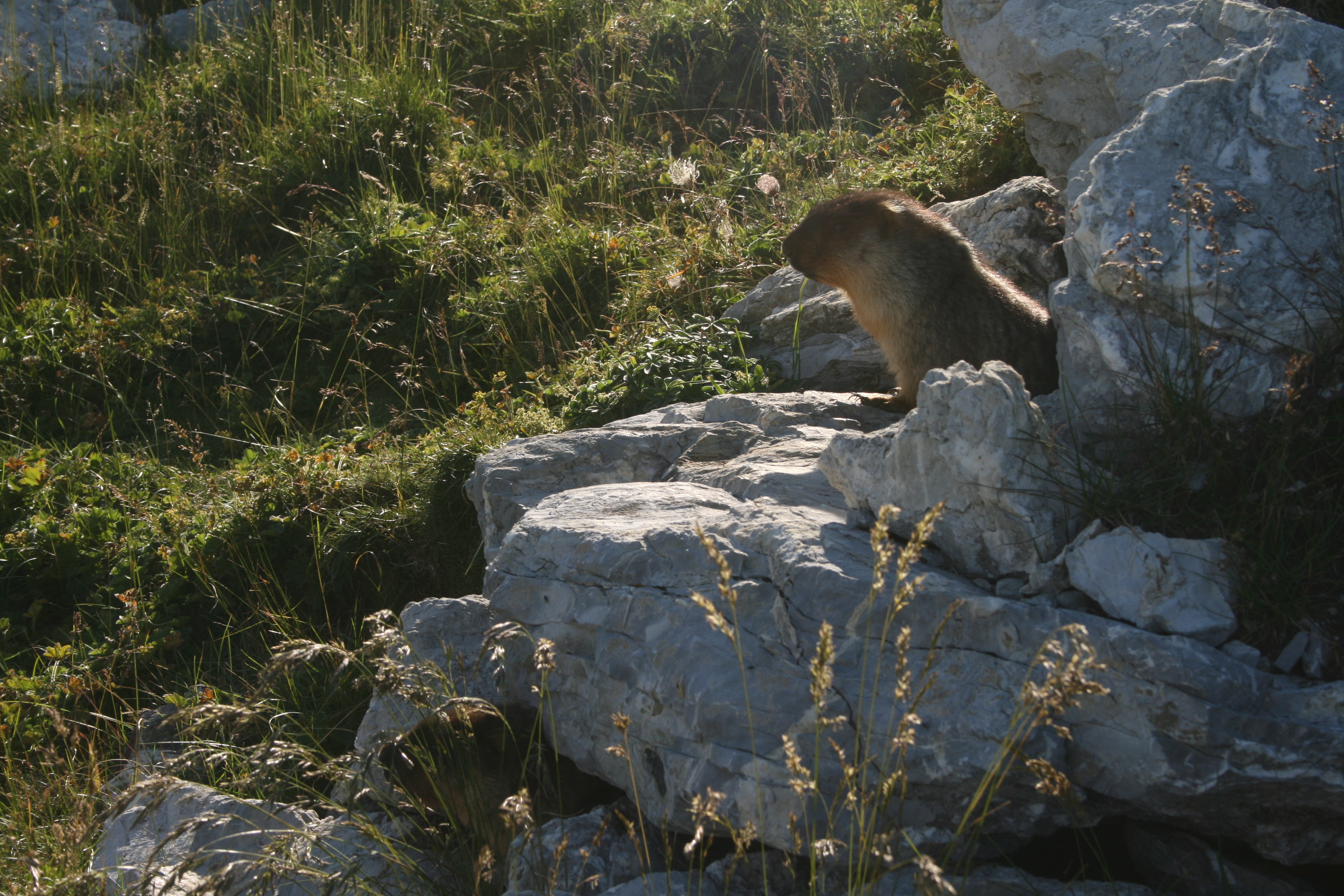